# إريك ماكنير
إريك ماكنير (بالإنجليزية: Eric McNair) هو لاعب كرة قاعدة أمريكي، ولد في 12 أبريل 1909 في ميريديان في الولايات المتحدة، وتوفي بنفس المكان في 11 مارس 1949.

## وصلات خارجية
- إريك ماكنير على موقع دوري كرة القاعدة الرئيسي (الإنجليزية)
- إريك ماكنير على موقعبيزبول رفرنس.كوم (الدوري الرئيسي) (الإنجليزية)
- إريك ماكنير على موقعبيزبول رفرنس.كوم (الدوري الثانوي) (الإنجليزية)
- إريك ماكنير على موقع إي إس بي إن.كوم (أم.أل.بي) (الإنجليزية)
- إريك ماكنير على موقع قاعة ميسيسيبي للمشاهير الرياضية (الإنجليزية)